# Darja Lavtižar Bebler
Darja Lavtižar Bebler, slovenska političarka, novinarka in pravnica, * 10. oktober 1950.

## Življenjepis
Darja Lavtižar Bebler, je bila kot članica stranke Liberalne demokracije Slovenije leta 2004 drugič izvoljena v Državni zbor Republike Slovenije. 20. marca 2007 je prestopila k Socialnim demokratom (SD). Poročena je z Antonom Beblerjem.

### Državni zbor
Mandat 2004-2008
- Odbor za zunanjo politiko,
- Odbor za notranjo politiko, javno upravo in pravosodje (podpredsednica),
- Ustavna komisija in
- Odbor za zadeve Evropske unije.

2008-2011
V času 5. državnega zbora Republike Slovenije, članica Socialnih demokratov, je bil član naslednjih delovnih teles:
- Odbor za zadeve Evropske unije (predsednica)
- Odbor za zunanjo politiko (članica)
- Odbor za notranjo politiko, javno upravo in pravosodje (članica)

Na državnozborskih volitvah leta 2011 je kandidirala na listi SD.